# Dinotiscus wichmanni
Dinotiscus wichmanni är en stekelart som beskrevs av Boucek 1967. Dinotiscus wichmanni ingår i släktet Dinotiscus och familjen puppglanssteklar.
Artens utbredningsområde är:
- Österrike.
- Italien.
- Slovenien.

Inga underarter finns listade i Catalogue of Life.